# Edifício Praça da Bandeira
Edifício Praça da Bandeira em 2016
Edifício Praça da Bandeira, anteriormente chamado de Edifício Joelma, é um prédio comercial situado na cidade de São Paulo. Foi inaugurado em 1971.
Com vinte e cinco andares, sendo dez de garagem, localiza-se no número 225 da Avenida 9 de Julho, com outras duas fachadas para a Praça da Bandeira, na lateral, e para a Rua Santo Antônio, nos fundos.
Tornou-se internacionalmente conhecido em 1° de fevereiro de 1974, quando ainda era chamado de Joelma, por conta de um grande incêndio em suas dependências, que resultou em 191 mortos e mais de 300 feridos.

## Histórico

### Construção
O prédio começou a ser construído em 1969, pela Joelma S/A - Importadora, Comercial e Construtora, que o "dotou do "mais moderno sistema de incêndios", conforme afirmou um dos diretores da empresa, Jorge Cassab. Na construção foi utilizada estrutura de concreto armado, com vedações externas de tijolos ocos, cobertos por reboco e fachada em ladrilhos. As janelas eram de vidro plano em esquadrias de alumínio e a cobertura com telhas de cimento amianto sobre estrutura de madeira.
O subsolo e o térreo seriam destinados à guarda de registros e documentos; entre o 1° e o 10° andar ficariam os estacionamentos; do 11° ao 25°, as salas de escritórios, divididas em duas torres: Norte, com face para a Av. Nove de Julho; e Sul, voltada para a Rua Santo Antônio.

### Incêndio
Concluída sua construção, em 1971, o edifício foi imediatamente alugado ao Banco Crefisul de Investimentos. No começo de 1974, a empresa ainda terminava a transferência de seus departamentos, quando no dia 1° de fevereiro, às 08h54 de uma sexta-feira, um curto-circuito em um aparelho de ar condicionado no 12° andar deu início a um incêndio, que rapidamente se espalhou pelos demais pavimentos.

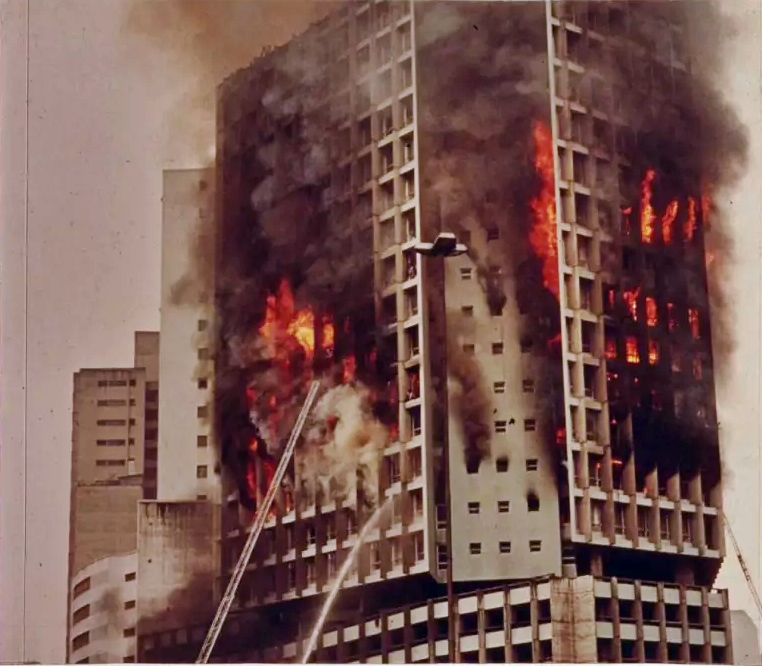
Incêndio no Edifício Joelma, em 1974

As salas e escritórios no Joelma eram configurados por divisórias, com móveis de madeira, pisos acarpetados, cortinas de tecido e forros internos de fibra sintética, condições que muito contribuiram para o alastramento incontrolável das chamas. O Joelma contava com uma única escada central, além de elevadores, para servir às duas torres de escritórios. Não havia escadas de emergência nem brigadas de incêndio ou plano de evacuação. No início do sinistro, muitos conseguiram fugir pelos elevadores, até que estes pararam de funcionar e também provocaram várias mortes, incluindo um grupo de treze pessoas encontradas em um dos elevadores, que nunca puderam ser identificadas, e ficaram conhecidos como as "Treze Almas do Edifício Joelma". A escada foi rapidamente tomada pela densa fumaça, impedindo a fuga dos ocupantes, que ao invés de descerem, começaram a subir, na esperança de serem resgatados no topo do prédio, a exemplo do incêndio no Edifício Andraus, dois anos antes.[carece de fontes?]
Sem ter como escapar, muitos tentaram abrigar-se em banheiros e nos parapeitos das janelas. Outros sobreviventes concentraram-se no 25° andar, que tinha saída para os terraços das Torres Norte e Sul. O Corpo de Bombeiros recebeu a primeira chamada às 09h03 da manhã. Dois minutos depois, viaturas partiram de quartéis próximos, mas devido à condições adversas no trânsito só chegaram no local às 09h10. Helicópteros foram acionados para auxiliar no salvamento, mas não conseguiram pousar no teto do edifício, pois este não era provido de heliponto. Telhas de amianto, escadas, madeiras e a fumaça do incêndio também impediram o pouso das aeronaves.
Os bombeiros, muitos deles desprovidos de equipamentos básicos de segurança, como máscaras de oxigênio, decidiram entrar no prédio para o resgate, tentando alcançar aqueles que haviam conseguido chegar ao topo do edifício. Foram apenas parcialmente bem sucedidos. A fumaça e as chamas já haviam vitimado dezenas de pessoas. Algumas pessoas, movidas pelo desespero, começaram a se atirar do edifício. Mais de 20 saltaram e nenhum sobreviveu. Apenas uma hora e meia após o início do fogo é que o primeiro bombeiro conseguiu, com a ajuda de um helicóptero do Para-Sar (o único potente o suficiente para se manter pairando no ar enquanto era feito o resgate), chegar ao telhado. Já então muitos haviam perecido devido à alta temperatura no topo do prédio, que chegou a alcançar 100 graus celsius. A maioria dos que ali estavam conseguiu se salvar por se abrigarem sob uma telha de amianto. Apenas no telhado da Torre Norte foram resgatados sobreviventes. No telhado da Torre Sul, todos morreram. [carece de fontes?]
Por volta de 10h30, o fogo já havia consumido praticamente todo o material inflamável no prédio. O incêndio foi finalmente debelado com a ajuda de 12 autobombas, 3 autoescadas, 2 plataformas elevatórias e o apoio de dezenas de veículos de resgate. Às 13h30, todos os sobreviventes haviam sido resgatados. Dos aproximadamente 756 ocupantes do edifício, 191 morreram e mais de 300 ficaram feridos. A grande maioria das vítimas era formada por funcionários do Banco Crefisul de Investimentos.
A tragédia do Joelma, que se deu apenas dois anos após o incêndio no Edifício Andraus, reabriu a discussão popular com relação aos sistemas de prevenção e combate a incêndio nas metrópoles brasileiras, cujas deficiências foram evidenciadas nos dois eventos. Na ocasião, o Código de Obras do Município de São Paulo era o de 1934, um tempo em que a cidade tinha setecentos mil habitantes, prédios de poucos andares e não havia a quantidade de aparelhos elétricos dos anos 1970.
A investigação sobre as causas da tragédia, concluída e encaminhada à justiça em julho de 1974, apontava a Crefisul e a Termoclima, empresa responsável pela manutenção elétrica, como os principais responsáveis pelo incêndio, afirmando que o sistema elétrico do Joelma era precário e estava sobrecarregado. O resultado do julgamento foi divulgado em 30 de abril de 1975. Kiril Petrov, gerente-administrativo da Crefisul, foi condenado a três anos de prisão. Walfrid Georg, proprietário da Termoclima, seu funcionário, o eletricista Gilberto Araújo Nepomuceno e os eletricistas da Crefisul, Sebastião da Silva Filho e Alvino Fernandes Martins, receberam condenações de dois anos.
Após o incêndio, o prédio ficou em obras por quatro anos e foi reinaugurado em setembro de 1978, com amplo destaque para seus novos padrões de segurança, sendo chamado de "Novo Joelma" nas propagandas veiculadas pela Itaoca, empresa responsável pela locação das salas comerciais. Em meados dos anos 2000 foi rebatizado como Edifício Praça da Bandeira.